# 佐藤順英
佐藤 順英（さとう じゅんえい）は、日本の作詞家。学習院高等科卒業後、学習院大学に進学。代表作「池上線」は、国連職員を目指しハワイ大学に留学しながら、日本に残し遠距離恋愛をしていた恋人との別れをモチーフとして書いた作品である。
日本音楽著作権協会正会員。旧通産省大臣秘書官室政務担当大臣秘書、旧総務庁次官秘書、武藤嘉文外務大臣政務担当秘書、自民党税制調査会会長秘書、なども務める。
1999年に東京を離れ、中学生まで暮らした山形県山形市へ戻って起業しベンチャー企業代表となる。

## 主な作詞作品

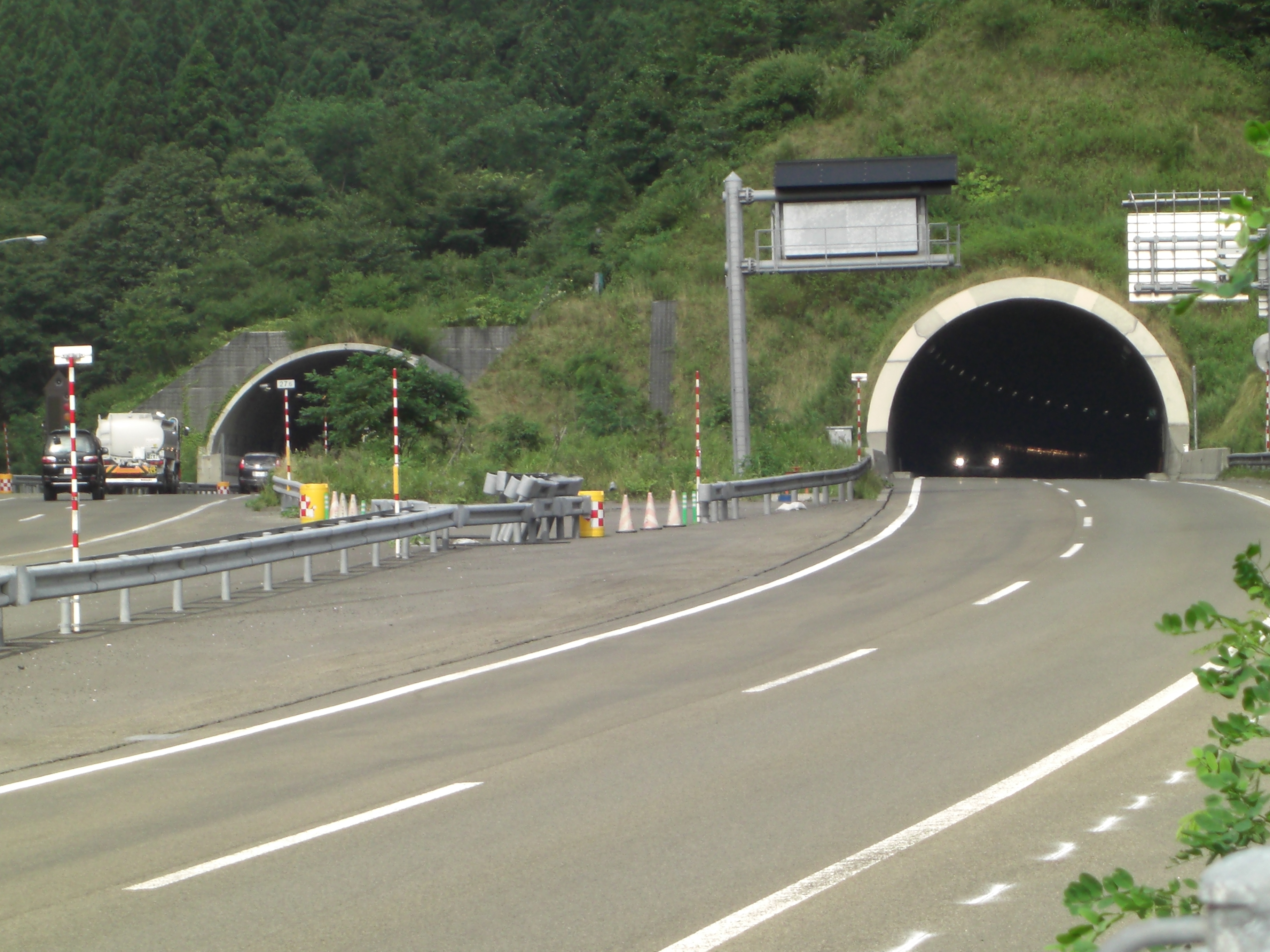
笹谷峠（山形県山形市側）

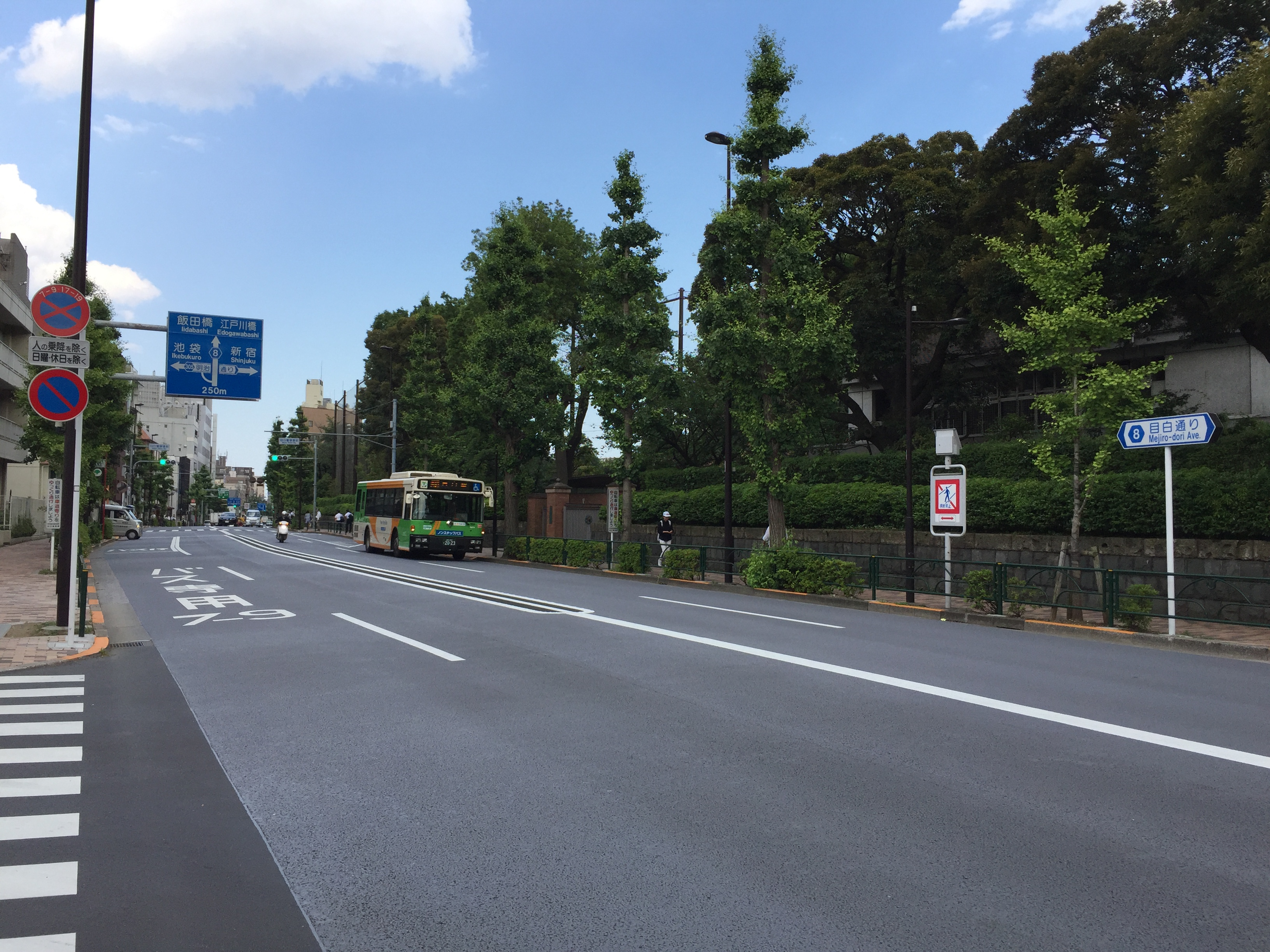
目白通り（東京都豊島区目白）

### 西島三重子
作曲はいずれも西島三重子。
- 「のんだくれ」/「笹谷峠」- 西島のデビューシングル。A・B面とも佐藤の作詞。

笹谷峠は、佐藤の出身地である山形県山形市と宮城県を結ぶ峠。
- 「池上線」/「ざわめきの外で」- セカンドシングル。A・B面とも佐藤の作詞。

西島と佐藤の代表作となる。詳細は「池上線 (曲)」を参照。
- 「ジン・ライム」/「目白通り」[2] - 4枚目のシングル。A・B面とも佐藤の作詞。

東京都豊島区目白には佐藤の出身校の学習院、西島の出身校の川村学園がある。

### その他
•　芹洋子「幸福をありがとう」
- 岩本公水「涙唱」
- 柏原芳恵「途中下車」
- 島倉千代子「星が流れました」
- 長山洋子「素顔のままで」
- 松村和子「寒流」
- ロス・プリモス「新宿ワルツ」
- 清里卓矢「後生車」「旧友」
- 柳ジョージ「フレックルド（そばかす)　マリア

## 訳詞
- バリー・マニロウ「コパカバーナ」「メモリー」他